# Équipe réserve et académie du Manchester United Football Club
 (mai 2020).
Si vous disposez d'ouvrages ou d'articles de référence ou si vous connaissez des sites web de qualité traitant du thème abordé ici, merci de compléter l'article en donnant les références utiles à sa vérifiabilité et en les liant à la section « Notes et références ».
Maillots
L'équipe des moins de 21 ans de Manchester United est l'équipe réserve du club, entraînée par Mark Dempsey, uniquement réservée aux joueurs de moins de 21 ans, elle participe en Premier League 2 depuis la saison 2020-2021.
L'équipe réserve du club a déjà remporté 5 titres en Premier Reserve League (en 2002, 2005, 2006, 2010 et 2012), compétition avant son replacement par la U21 Premier League, l'équipe participe également en Manchester Senior Cup et en Lancashire Senior Cup.
Elle participe également en EFL Trophy, compétition accueillant 64 clubs (24 clubs de League One et de League Two renforcé par 16 académies), les académies ne pouvant accueillir que des joueurs de moins de 21 ans.
L'équipe joue à Leigh Sports Village depuis 2015, elle avait joué lors de la saison 2013-2014 au Salford City Stadium stade de rugby, et de 2008-2013 à Moss Lane stade actuel d'Altrincham.

## Effectif des moins de 21 ans
Le tableau suivant liste les joueurs en prêt pour la saison 2025-2026.

## Equipe des moins de 18 ans
Maillots
L'équipe des moins de 18 ans de Manchester United dit les Jeunes Red Devils est l'académie du club, coachée par l'irlandais Travis Binnion, les U18 évoluent en première division dans le groupe nord de la Premier League U18, elle participe à la FA Youth Cup et peut conquérir à l'UEFA Youth League si l'équipe sénior parvient à finir dans les quatre premières places de l'élite anglaise ou si les jeunes remportent le championnat U18.
L'équipe des moins de 18 ans joue ses matches à Trafford Training Centre à Carrington.
L'équipe de jeunes de Manchester United est statistiquement la plus titrée du football anglais, avec neuf joueurs au Hall of Fame du football anglais (Duncan Edwards, Sir Bobby Charlton, George Best, Nobby Stiles, Mark Hughes, Paul Scholes, David Beckham et Johnny Giles). Manchester United est également l'équipe la plus titrée de la FA Youth Cup avec onze victoires en 2022.
En 2007, les jeunes ont remporté la Champions Youth Cup face à la Juventus en Malaisie grâce à un but du futur international saint-christophien, Febian Brandy (en), la compétition était une sorte de championnat du monde des clubs réservée aux jeunes, seule une édition a été jouée.

### Effectif des moins de 18 ans
Cette section représente l'effectif des moins de 18 ans pour la saison 2025-2026.

## Palmarès
| Compétitions régionales | Compétitions jeunes |
| --- | --- |
| - Premier Reserve League North (4) : - 2005, 2006, 2010, 2012. - Premier Reserve League National Playoff (4) : - 2005, 2006, 2010, 2012. - Central League North (9) : - 1913, 1921, 1939, 1947, 1956, 1960, 1994, 1996, 1997. - Central League Division 1 West (1) : - 2005. - Central League Cup (1) : - 2005. - Manchester Senior Cup (25) : - 1908, 1910, 1912, 1913, 1920, 1924, 1926, 1931, 1934, 1936, 1937, 1939, 1948, 1955, 1957, 1959, 1964, 1999, 2000, 2001, 2004, 2006, 2008, 2009, 2010. - Lancashire Senior Cup (13) : - 1898, 1913, 1914, 1920 (partagé), 1929, 1938, 1941, 1943, 1946, 1951, 1969, 2008, 2009. | - FA Youth Cup (11) : - Vainqueur : 1953, 1954, 1955, 1956, 1957, 1964, 1992, 1995, 2003, 2011 et 2022. - FIFA Youth Cup (18) : - 1954, 1957, 1959, 1960, 1961, 1962, 1965, 1966, 1968, 1969, 1975, 1976, 1978, 1979, 1981, 1982, 2004, 2005. - Champions Youth Cup (en) (1) : - 2007. - Milk Cup (en) (4) : - 1991, 2003, 2008, 2009. - Premier Academy League moins de 23 ans (3) : - 2013, 2015, 2016 - Lancashire League Division One (12) : - 1955, 1984, 1985, 1987, 1988, 1990, 1991, 1993, 1995, 1996, 1997, 1998 - Lancashire League Division Two (5) : - 1965, 1970, 1972, 1989, 1997 - Lancashire League Division One Supplementary Cup (4) : - 1955, 1956, 1960, 1964 - Lancashire League Division Two Supplementary Cup (10) : - 1956, 1957, 1960, 1962, 1964, 1965, 1966, 1970, 1972, 1977 |

## Staff
- Dirigeant du centre de formation: John Murtough
- Dirigeant de l'académie: Nick Cox
- Coach sportif de l'académie: Tony Whelan[8]
- Entraîneur des moins de 23 ans: Neil Wood
- Adjoint des moins de 23 ans: Quinton Fortune
- Coach sportif des gardiens des moins de 23 ans: Alan Fettis
- Entraîneur des moins de 18 ans: Neil Ryan[9]
- Adjoint des moins de 18 ans: Colin Little
- Coach sportif des gardiens des moins de 18 ans :Kevin Wolfe
- Entraîneur des moins de 16 ans: Tommy Martin
- Dirigeant des 14-16 ans: Travis Binnion
- Dirigeant des 12-14 ans: Hasney Aljofree[10]
- Entraîneur des moins de 12 ans: Lee Unsworth[11]
- Entraîneur des moins de 10 ans: Eamon Mulvey
- Médecin de l'académie: Dr Tony Gill
- Kinésithérapeute de l'académie: Neil Hough[12]
- Autres kinés de l'académie: Russ Hayes & Daniel Torpey

## Lien annexe
- Manchester United Football Club